# Zmarli w roku 1800
Lista osób zmarłych w 1800:

## styczeń 1800
- 1 stycznia – Louis Jean Daubenton, francuski przyrodnik[1]

- 7 stycznia – Franciszek Bae Gwan-gyeom, koreański męczennik, błogosławiony katolicki[2]
- 9 stycznia:
  - Marcin In Eon-min, koreański męczennik, błogosławiony katolicki[3]
  - Franciszek Yi Bo-hyeon, koreański męczennik, błogosławiony katolicki[2]

## kwiecień 1800
- 13 kwietnia – Kazimierz Poniatowski, podkomorzy nadworny koronny[4]

## maj 1800
- 7 maja – Niccolò Piccinni, włoski kompozytor[5]
- 31 maja – Michał Kazimierz Ogiński, hetman wielki litewski, kompozytor, pisarz, poeta i dramaturg[6]

## grudzień 1800
- 18 grudnia – Antonio Fernández de Trebejos y Zaldívar, pułkownik armii hiszpańskiej i architekt wojskowy[7]